# سیمون منسینگ
سیمون منسینگ (انگلیسی: Simon Mensing؛ زادهٔ ۲۷ ژوئن ۱۹۸۲) یک بازیکن فوتبال حرفه ای انگلیسی متولد آلمان است، که در پست مدافع میانی بازی می‌کند.
منسینگ در طول دوران حرفه‌ای خود برای ۱۰ باشگاه مختلف بازی کرده است، از جمله دوران حضور در ویمبلدون در انگلیس. همچنین استن هوس مویر، کلاید، سنت جانستون، مادرول، آکادمیک همیلتون، گرینوک مورتون، رایت روورز، لیوینگستون و ایردریونینز در اسکاتلند؛ و آتالانتا سیلوربکس و کارولینا ریل هاکس در آمریکا.

## دوران باشگاهی

### کلاید
در سال ۲۰۰۱، منسینگ به صورت قرضی از ویمبلدون به کلاید پیوست. او به سرعت در نقش دفاع راست، به یک بازیکن ثابت تبدیل شد و در اولین فصل خود جایزه بهترین بازیکن جوان سال را از آن خود کرد. او در می ۲۰۰۲ به طور دائمی به کلاید پیوست. تطبیق پذیری او نیز یکی از ویژگی های مهم بازی او بود، زیرا در چندین موقعیت در هر نقش دفاعی و همچنین هافبک و گهگاه به عنوان مهاجم بازی می کرد.

### سنت جانستون
منسینگ تنها گل بازی را در برد سنت جانستون در کوئین آو ساوث در بازی دوم لیگ فصل ۰۷-۲۰۰۶ به ثمر رساند. در ۲۸ فوریه ۲۰۰۷، منسینگ به عنوان بازیکن مسابقه بی‌بی‌سی در برد تلویزیونی ۲-۱ جام اسکاتلند سنت جانستون در مادرول انتخاب شد، نتیجه‌ای که باشگاه پرث را به دومین نیمه نهایی جام خود در فصل برد.

### آکادمیک همیلتون
منسینگ در سپتامبر ۲۰۰۷ از مادرول به رقبای محلی همیلتون آکادمیک با قراردادی قرضی سه ماهه در سپتامبر ۲۰۰۷ نقل مکان کرد، پس از اینکه پیشرفت فراتر از یک بازیکن تیمی برایش دشوار بود. پس از تمدید قرارداد برای یک ماه دیگر، همیلتون در ۱۸ ژانویه ۲۰۰۸، قرارداد با منسینگ را به صورت دائمی امضا کرد. او در فصل ۲۰۰۷–۲۰۰۸ با تیم Accies به عنوان قهرمان دسته یک به لیگ برتر اسکاتلند صعود کرد. منسینگ در سال ۲۰۱۱ به دلیل مثبت شدن آزمایش ماده ممنوعه متیل هگزان آمین به مدت یک ماه از میادین ورزشی محروم شد. آزمایش ادرار بعد از بازی مقابل آبردین در ۲۹ دسامبر گرفته شد. او در مجموع پنج بازی برای همیلتون را از دست داد. منسینگ فاش کرد که این ماده در یک مکمل غذایی بود که او از خیابان خریداری کرده بود و قبل از مصرف توصیه هایی را انجام داده بود و معتقد بود که هیچ ماده ممنوعه ای در آن وجود ندارد. همیلتون و منسینگ جزییات این ممنوعیت را تنها پس از اجرای آن فاش کردند. او از ۲۹ ژانویه تا ۲۸ فوریه ۲۰۱۱ محروم شد. با وجود ممنوعیت به دلیل آزمایش ماده ممنوعه متیل هگزان آمین، منسینگ خود را بی گناه می داند. منسینگ پس از گذراندن پنج سال در باشگاه، همیلتون را پس از فصل ۱۲–۲۰۱۱ ترک کرد.

### رایت روورز
پس از جدایی از همیلتون آکادمیک، منسینگ در بیشتر پیش فصل تابستان ۲۰۱۲ با مورتون به صورت آزمایشی بازی کرد، و در تساوی ۱-۱ با باشگاه سابقش همیلتون به عنوان بازیکن آزمایشی بازی کرد. در ۱۴ سپتامبر ۲۰۱۲، منسینگ با وجود اینکه همیلتون به او قرارداد جدیدی را پیشنهاد داده بود، با رایت روورز قراردادی یک ساله امضا کرد. در اولین بازی خود در برابر ایردری یونایتد، او جایزه بازیکن مسابقه را دریافت کرد و عملکرد او توسط مدیر گرانت موری تحسین شد. منسینگ اولین گل خود را برای رایت روورز در تساوی ۴-۴ مقابل تیم کودنبیس از شهر مجاور Fife به ثمر رساند.

### لیوینگستون
در ۲۲ می ۲۰۱۳، منسینگ با لیوینگستون قراردادی دو ساله امضا کرد. او در ۱۰ ژوئیه ۲۰۱۳ کاپیتان باشگاه جدیدش نام گرفت، و در اولین بازی رسمی خود در ۳ اوت ۲۰۱۳ در یک مسابقه در اسکاتلند چلنج کاپ مقابل برویک رنجرز یک پنالتی را به ثمر رساند.

### فوتبال آمریکا
در ۲۷ ژانویه ۲۰۱۵، گری اسمیت سرمربی تیم آتالانتا سیلوربکس، خط دفاعی تیمش را با خرید منسینگ و دیگر بازیکن انگلیسی، پل بلک تقویت کرد. با این حال او در ژانویه ۲۰۱۶ باشگاه را ترک کرد. در بازگشت به اسکاتلند، منسینگ با تیم دانفرملاین اتلتیک در لیگ یک اسکاتلند تمرین کرد. با این حال، منسینگ تصمیم گرفت در آمریکا بماند و در ۲۲ ژانویه ۲۰۱۶ با کارولینا ریل هاکس از لیگ فوتبال آمریکای شمالی قرارداد امضا کرد.

### بازگشت به اسکاتلند
پس از ترک کارولینا ریل هاکس، منسینگ در ۲۷ ژانویه ۲۰۱۷ با باشگاه لیگ یک اسکاتلند ایردریونینز، قراردادی تا پایان فصل ۱۷-۲۰۱۶ امضا کرد. پس از ۱۷ بازی برای این باشگاه، منسینگ در می ۲۰۱۷ بازیکن آزاد شد، و مدت کوتاهی پس از آن، با باشگاه دیگر لیگ یک، Forfar Athletic، قرارداد امضا کرد.

## دوران مربیگری
منسینگ حرفه مربیگری خود را به عنوان مربی جوانان در پارتیک تیستل در ژانویه ۲۰۱۹ آغاز کرد.